# Литовци
Литовците принадлежат към групата на балтийските народи, заедно с латвийците. Те са и най-многобройни от тези 3 етноса. Говорят литовски език, който е близък до латвийския.
Литовците са основната част от населението на Литва. Общият им брой по света е около 5 милиона души, като най-големи са емигрантските общности в Обединеното кралство (100 000 души), Ирландия (50 000 души), Германия (40 000 души), Латвия (33 000 души) и Полша (25 000 души).